# Heloísa Villela
Heloísa Villela é uma jornalista brasileira. Atuou como correspondente internacional em Nova York, nos Estados Unidos. Atualmente, Desde maio de 2022 é comentarista de política internacional no programa jornalístico independente ICL Notícias, no YouTube.

## Carreira
Heloísa trabalhou como correspondente da Rede Globo em Nova York por 17 anos, onde cobriu os atentados terroristas de 11 de setembro e o Furacão Katrina.
De 2007 a 2020, trabalhou na Rede Record, onde foi correspondente em Washington e atualmente trabalha em Nova York. Na emissora, Heloísa Villela cobriu o terremoto no Haiti e duas eleições presidenciais americanas.
Em setembro de 2020, foi anunciada como nova contratada da CNN Brasil. Heloísa cobriu as eleições presidenciais americanas de 2020 e participa dos programas Visão CNN e Live CNN Brasil.
Desde maio de 2022 é comentarista de política internacional no programa jornalístico independente ICL Notícias, no YouTube, o programa é comandado pelo empresário Eduardo Moreira.